# Nesticus rainesi
Nesticus rainesi là một loài nhện trong họ Nesticidae.
Loài này thuộc chi Nesticus. Nesticus rainesi được Willis J. Gertsch miêu tả năm 1984.